# Apamea alopecurus
Apamea alopecurus là một loài bướm đêm trong họ Noctuidae.